# Wej-chaj
Wej-chaj (čínsky pchin-jinem Wēihǎi, znaky 威海) je městská prefektura v Čínské lidové republice, kde patří k provincii Šan-tung. Je nejvýchodnější prefekturou provincie a město je významným mořským přístavem. V letech 1898 až 1939 se jednalo o britskou kolonii zvanou Weihai Garrison či Port Edward. Coby kolonie se ovšem Wej-chaj nerozvíjel podobným způsobem jako Hongkong, protože okolní šantungský poloostrov spadal do sféry vlivu Německa a tak byl Wej-chaj důležitý spíš jako námořní základna, která byla protiváhou ruské přítomnosti ve 130 kilometrů vzdáleném Port Arthuru.
Prefektura sousedí na západě s Jen-tchajem a ze zbylých směrů ji omývá Žluté moře. Celá prefektura má rozlohu 5 956 čtverečních kilometrů a v roce 2020 v ní žily necelé tři miliony obyvatel.
Ve Wej-chaji je jeden z kampusů Šantungské univerzity.

## Administrativní členění
Městská prefektura Wej-chaj se člení na čtyři celky okresní úrovně, a sice dva městské obvody a dva městské okresy.
| Chuan-cchuej Wen-teng městský okres · Žung-čcheng městský okres · Žu-šan |        |                       |                    |                                  |
| Název                                                                    | Název  | Počet obyvatel (2020) | Rozloha km² (2020) | Hustota zalidnění (obyv. na km²) |
| český přepis                                                             | znaky  | Počet obyvatel (2020) | Rozloha km² (2020) | Hustota zalidnění (obyv. na km²) |
| Městské obvody                                                           |        |                       |                    |                                  |
| Chuan-cchuej                                                             | 环翠区 | 1 164 730             | 1 014              | 1 149                            |
| Wen-teng                                                                 | 文登区 | 563 529               | 1 590              | 354                              |
| Městské okresy                                                           |        |                       |                    |                                  |
| Žung-čcheng                                                              | 荣成市 | 714 211               | 1 669              | 428                              |
| Žu-šan                                                                   | 乳山市 | 464 078               | 1 683              | 276                              |
|                                                                          |        |                       |                    |                                  |
| Celkem                                                                   | Celkem | 2 906 548             | 5 956              | 488                              |

## Partnerská města
- Soči, Rusko (1996)
- Súsa, Tunisko (2007)
- Ube, Japonsko (1992)